# Дагган, Майкл
Майкл Э́двард Да́гган — американский юрист, политик и бизнесмен, 75-й мэр Детройта с 2014, до этого был прокурором округа Уэйн с 2001-го по 2004-й года, а также работал заместителем исполнительной власти округа с 1987-й по 2001-й года. Демократ.

## Биография
Дагган родился в Детройте 15 июля 1958 года в семье Патрика Джеймса Даггана. Учился в католической школе. В 1980-м получил степень в Мичиганском университете, а в 83-м еще одну (юриспруденция).
Был заместителем главы округа Уэйн с 1987 по 2001 год. В 2000-м его избрали прокурором округа. До своего избрания на пост мэра, Дагган был директором медицинского центра. Женат, есть дети.